# Фибрин
Фибрин (от лат. fibra — волокно) — высокомолекулярный, неглобулярный белок, образующийся из фибриногена, синтезируемого в печени, в плазме крови под действием фермента тромбина; имеет форму гладких или поперечноисчерченных волокон, сгустки которых составляют основу тромба при свёртывании крови.

## Образование фибрина
Образуется фибрин в три стадии:
1. На первой стадии под действием тромбина от молекулы фибриногена отщепляются два пептида А (молекулярная масса около 2000) и два пептида Б (молекулярная масса около 2500) и образуется фибрин-мономер, построенный из двух идентичных субъединиц, соединённых дисульфидными связями. Каждая из субъединиц состоит из трёх неодинаковых полипептидных цепей, обозначаемых a, b, g[1].
2. На второй стадии фибрин-мономер самопроизвольно превращается в сгусток, называемый фибрин-агрегатом, или нестабилизированным фибрином. Агрегация фибрин-мономера (самосборка фибриновых волокон) включает переход молекулы из состояния глобулы в состояние фибриллы. В образовании фибрин-агрегата принимают участие водородные и электростатические связи и силы гидрофобного взаимодействия, которые могут быть ослаблены в концентрированных растворах мочевины и др. агентов, вызывающих денатурацию. Это приводит к восстановлению фибрин-мономера. Образование фибрин-агрегата ускоряется веществами, несущими положительный заряд (ионы кальция, протаминсульфат), и тормозится отрицательно заряженными соединениями (гепарин).
3. На третьей стадии фибрин-агрегат претерпевает изменения, обусловленные ферментативным воздействием фибринстабилизирующего фактора XIII а (или фибринолигазы). Под действием этого фактора образуются прочные ковалентные связи между g-, а также между a-полипептидными цепями молекул фибрин-агрегата, в результате чего он стабилизируется в фибрин-полимер, нерастворимый в концентрированных растворах мочевины. При врождённой или приобретённой недостаточности в организме фактора XIII и при некоторых заболеваниях фибрин-агрегат не стабилизируется в фибрин-полимер, что сопровождается кровоточивостью.

Фибрин получают путём промывки и высушивания кровяного сгустка. Из фибрина приготовляют стерильные губки и плёнки для остановки кровотечения из мелких сосудов при различных хирургических операциях.

## Болезни
Чрезмерное количество фибрина в крови приводит к тромбозу, а нехватка фибрина предрасполагает к кровоизлияниям.
Дисфибриногенемия — заболевание печени, которое может привести к снижению синтезируемого фибриногена или к синтезу молекул фибриногена с пониженной активностью.
Афибриногенемия (фиброген-дефицит), гипофиброгенемия и дисфибриногенемия — наследственные заболевания, связанные с мутациями генов четвертой хромосомы, приводящие соответственно к отсутствию синтеза фибриногена, к уменьшению количества синтезируемого фибриногена и к изменению его структуры и понижению активности.
Более распространены приобретенные формы дефицита фибриногена, которые могут быть обнаружены путём проведения лабораторных исследований плазмы крови или цельной крови путём тромбобластометрии. Причиной такого состояния могут быть гемодилюция, кровопотеря, некоторые случаи диссеминированного внутрисосудистого свёртывания, а также сепсис.
У пациентов с дефицитом фибриногена коррекция его содержания в крови возможна путём инфузии свежезамороженной плазмы, криопреципитата или концентрированного фибриногена. Существует всё больше свидетельств того, что коррекция дефицита фибриногена или нарушений его полимеризации очень важны для больных с кровотечением.
Локальные скопления фибрина в радужке глаза, преципитаты, являются симптомом иридоциклита.

## Диагностика
Уровень фибриногена измеряется в венозной крови. Нормальный уровень составляет около 1,5-3,0 г/л, в зависимости от метода измерения. Анализ фибриногена берут из цитратных образцов плазмы в лабораторных условиях, однако анализ цельной крови с помощью тромбобластомерии также возможен. Повышенный уровень фиброгена (> 4,6 г/л) часто связан с сердечно-сосудистыми заболеваниями. Уровень фибриногена может быть повышен также при любой форме воспаления; например, это повышение особенно хорошо заметно в тканях десны на начальном этапе заболевания пародонта.
Низкий уровень фибриногена может указывать на системную активацию свёртывания крови (диссеминированную внутрисосудистую коагуляцию, ДВС-синдром), при которой скорость расходования факторов свёртывания выше, чем скорость их синтеза.